# G.P.R
GPR（ジーピーアール）は、東京都渋谷区円山町に本社を置く芸能事務所、音楽制作事務所。

## 概要
ファッションモデル、グラビアアイドル、歌手、俳優等が所属。アパレル事業の展開等も手がける、新しい社風の芸能事務所である。
主な活動としては、所属歌手兼作曲家のSoulJaが2008年最高のセールスを記録した楽曲「そばにいるね」を制作し、青山テルマに提供している。
その後様々な歌手の楽曲参加や作詞作曲を手掛けている。元戦隊ヒーローを集めたムード歌謡グループ「純烈」がユニバーサルミュージックからデビューしている。ユニバーサルシグマ内にGPRレーベルを設立し、1人目の歌手としてファッションブランド・EMODAのプロデューサー松本恵奈が配信限定で歌手デビューしている。
2019年5月、所属タレント全員が関連会社であるG-STAR.PROへと移籍となる。

## 所属タレント

### アーティスト
- SoulJa
- PLΛTINUM

### 女性
| - 佐山彩香 - 倉持由香 - 橘仁美 - 寺田安裕香 - 春川桃菜 - 水沢柚乃 - 星島沙也加 - 業務提携 - 川井優沙 - 三宿菜々 - あさにゃん - 春菜めぐみ - 村上りいな - 朝倉香 | - 美緒莉 - 麻倉ひな子 - 藤原鳴 |

### 男性
- 杉原勇武
- 吉川大士郎

## 過去に所属していたタレント
| - 黒木なつみ - 長崎莉奈 - 純烈 - 纐纈みさき ※結婚を機に引退 - 酒井一圭 - 白川裕二郎 - 友井雄亮 - 小田井涼平 - 林田達也 - 後上翔太 - 西田あい - 果山サキ - 谷麻紗美 - 吉田桃子 - KAIHI - 栗生みな - 松山亜耶 - 汐崎みなみ | - 高橋ユイミ - 松原美稀 - 新井莉子 - 橋本玲茉 - 樋野千美 - 吉田華音 - 吉田琴音 - 楠本あずさ - 吉田早希 - 瀬戸葵 - 藤宮よし乃 - 大石瑛美 - 佐藤沙羅 - 西門愛梨沙 - 宮瀬彩加 - 関口舞 - 森みなみ - 加納葉月 - 緒方咲 - 悠木ゆうか - 白川未奈 |